# Хоеналтхајм
Хоеналтхајм (њем. Hohenaltheim) општина је у њемачкој савезној држави Баварска. Једно је од 43 општинска средишта округа Донау-Рис. Према процјени из 2010. у општини је живјело 603 становника. Посједује регионалну шифру (AGS) 9779162.

## Географски и демографски подаци
Хоеналтхајм се налази у савезној држави Баварска у округу Донау-Рис. Општина се налази на надморској висини од 454 метра. Површина општине износи 17,8 km². У самом мјесту је, према процјени из 2010. године, живјело 603 становника. Просјечна густина становништва износи 34 становника/km².